# Caloundra
Caloundra is een stad in Queensland, Australië. De stad heeft 70.040 inwoners. Caloundra ligt 90 kilometer ten noorden van Brisbane aan de Australische oostkust.